# 中国人民解放軍海軍潜水艦第二基地

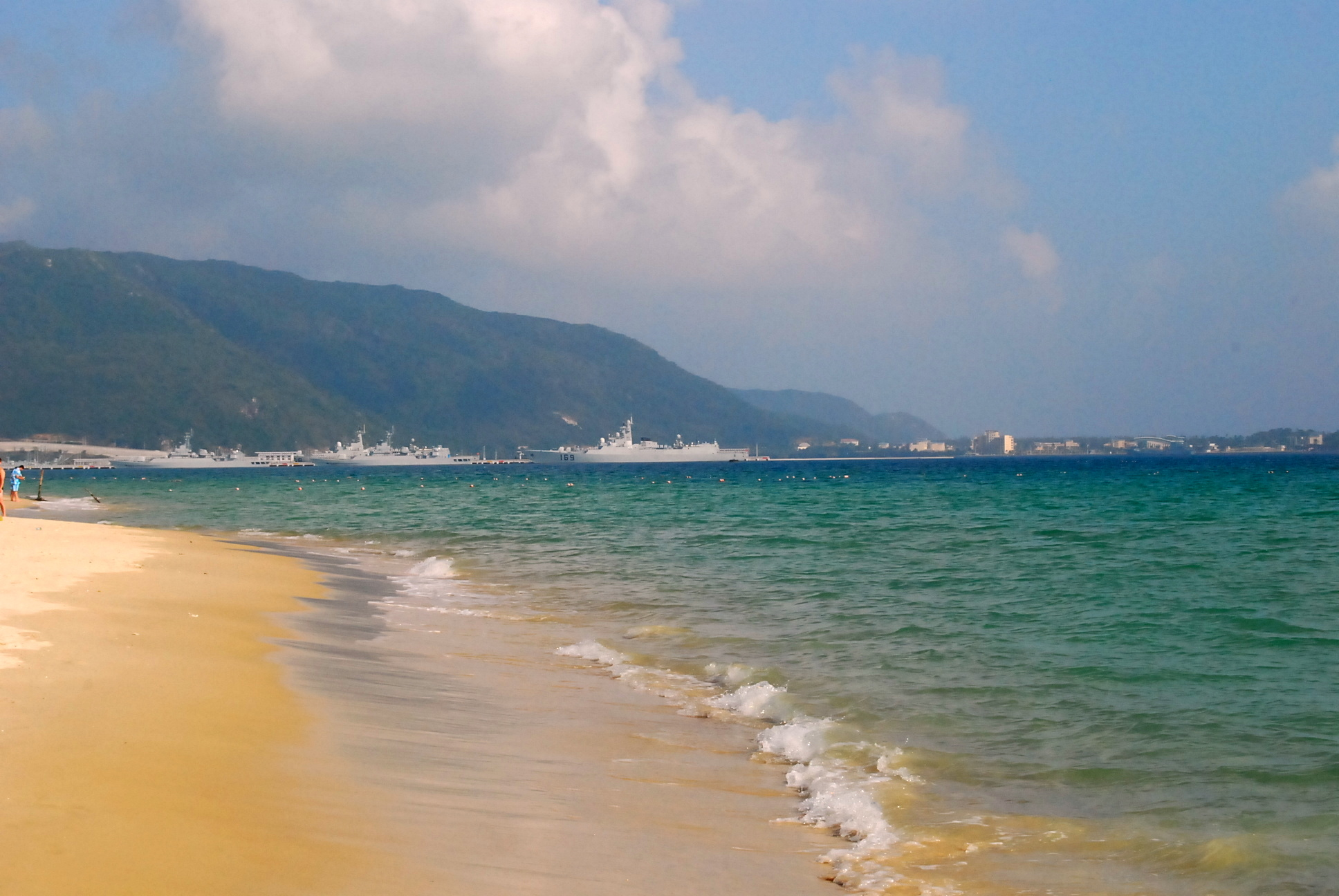
亜龍湾の東に見える龍坡海軍基地（2007年）

龍坡海軍基地（りゅうはかいぐんきち）は、中国人民解放軍海軍潜水艦第二基地（中国語: 中国人民解放军海军潜艇第二基地）とも「南天門要塞」とも呼ばれ、中華人民共和国海南省三亜市亜龍湾東端の龍坡に位置する中国人民解放軍海軍の潜水艦部隊の基地である。

## 概要
中国人民解放軍海軍の龍坡海軍基地は、山東省青島市にある姜各荘海軍基地に次いで建設された原子力潜水艦基地で、2000年代初頭に第二海軍潜水艦基地として建設された。2008年現在は、094型原子力潜水艦（晋級）が新しい基地に配備されている。
龍坡海軍基地は、海南省三亜市の亜龍湾（北緯18度12分39秒 東経109度39分16秒 / 北緯18.21083度 東経109.65444度座標: 北緯18度12分39秒 東経109度39分16秒 / 北緯18.21083度 東経109.65444度）の東端にあり、アジア最大の原子力潜水艦基地であり、そこに4つの海底架台橋があり、そのすべての長さは229メートルであり、さまざまなタイプの合計16隻の潜水艦を停泊させることができる。
2013年4月9日、中国共産党中央委員会総書記・国家主席・中央軍事委員会主席習近平は、2013年博鰲アジアフォーラム年次大会に出席した後、三亜市の海軍を訪問して、第二海軍潜水艦基地も視察した。